# Dipartimento di Pichi Mahuida
Pichi Mahuida è un dipartimento argentino, situato nella parte nord-orientale della provincia di Río Negro, con capoluogo Río Colorado.
Esso confina a nord con la provincia di La Pampa, a est con quella di Buenos Aires, a sud con il dipartimento di Conesa e ad ovest con quello di Avellaneda.
Secondo il censimento del 2001, su un territorio di 15.378 km², la popolazione ammontava a 14.026 abitanti, con un aumento demografico del 5,06% rispetto al censimento del 1991.
Il dipartimento, nel 2001, è composto dal comune di Río Colorado e dalla comisión de fomento di Pichi Mahuida.